# 폴 맨
폴 맨(영어: Paul Mann, 1913년 12월 2일 ~ 1985년 9월 24일)은 캐나다의 배우이다.
토론토에서 태어났으며 브롱스빌에서 사망하였다.

## 영화
- 지붕 위의 바이올린 (1971년)
- 아메리카 아메리카 (1963년)